# Calendario electrónico

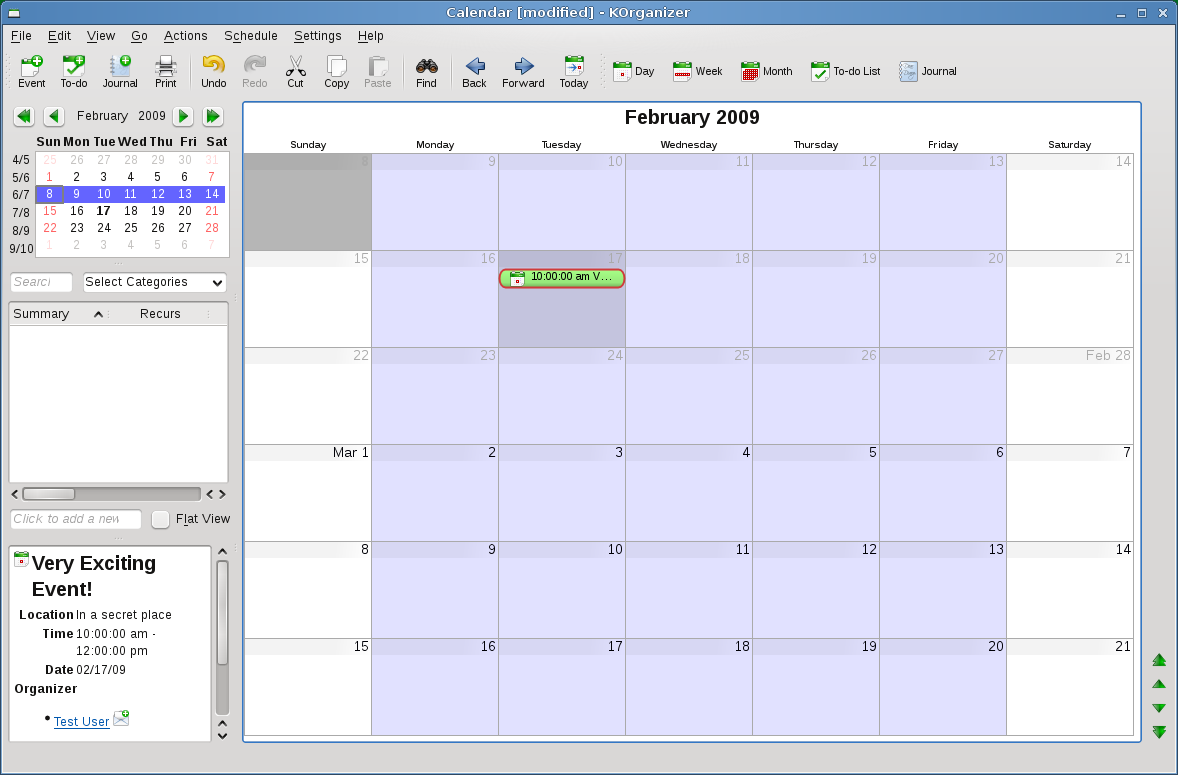
KOrganizer, la aplicación de calendario de la suite Kontact.

Un calendario electrónico es un programa de cómputo que permite a los usuarios utilizar versiones electrónicas de herramientas de oficina diversas tales como un calendario, una agenda, un directorio telefónico y una lista de contactos. Estas herramientas son una extensión de muchas de las características que ofrecen los programas para la administración del tiempo, tales como los paquetes de accesorio para escritorio y los sistemas centrales automatizados de oficina. 
Estos dispositivos verifican, de manera automática, el calendario electrónico de los miembros de un equipo, abren ventanas de tiempo, proponen horarios alternativos para las reuniones, programan las juntas y hacen citas y avisan/recuerdan a los participantes a través de mensajes de correo electrónico.
El programa más simple de este tipo es el comando cal de Unix, que simplemente presenta un calendario mensual o anual.

## Intercambio
El intercambio de calendarios electrónicos entre programas distintos en línea se hace a través de programas como Google Calendar o Windows Live Calendario.
Los programas locales (como la extensión Lightning para Mozilla thunderbird, Microsoft Outlook o Vista's Calendar) se aplican en primera instancia a un usuario específico, para que este maneje su propia agenda. Si es necesario, el intercambio puede hacerse también a través de un servidor en Internet.
Para los programas que permiten exportar el perfil de un usuario en una unidad compartida de la red, como Mozilla Sunbird, el problema de escribir al mismo tiempo dos eventos en dos fechas distintas del archivo de la agenda se resuelve al aplicar un sistema file locking, lo que permite que sólo un usuario tenga acceso al archivo de la agenda a la vez.
El intercambio puede servir también para sincronizar las fechas entre los usuarios.

## Ejemplos
- Contactizer en Mac OS X
- Google Calendar
- iCal
- inVue
- Microsoft Exchange
- Microsoft Outlook
- Mozilla Sunbird
- Netscape Communicator
- Now Up-to-Date & Contact
- Novell GroupWise
- PeopleCube
- Teamwork (software)
- Windows Live Calendario
- Windows Live Mail

- Datos: Q2933820
- Multimedia: Calendaring software / Q2933820